# Seznam pakistanskih pesnikov
Seznam pakistanskih pesnikov.

## E
Jon Elia - 

## F
Khawja Farid - 

## I
Muhammad Ikbal - 

## J
Zamir Jafri - 

## N
Anis Nagi - 